# Microcalicha fumosaria
Microcalicha fumosaria là một loài bướm đêm trong họ Geometridae.